# Поза хмарами (фільм)
«Поза хмарами» («Al di là delle nuvole») — останній кінофільм італійського режисера Мікеланджело Антоніоні, випущений 27 жовтня 1995 року. Пролог, епілог та переходи між новелами зняв німецький режисер Вім Вендерс.

## Сюжет
У фільмі розповідається про чотири історії ілюзійного кохання з точки зору блукаючого режисера. У першій історії двоє молодих закоханих не в змозі перевершити свою пристрасть, оскільки молодий чоловік надає перевагу неможливій досконалості у стосунках. У другій історії жінка говорить режисеру, що вона вбила свого батька. Так само як і в першій історії чоловік покидає її у пошуках досконалого кохання. Третя історія присв'ячена труднощам стосунків між дружиною та коханкою. Остання четверта історія розповідає про молодого чоловіка, що закохався у дівчину, котра збирається йти до монастиря.

## У ролях
- Джон Малкович — оповідач/режисер
- Кім Россі Стюарт — Сільвано
- Інес Састре — Кармен
- Софі Марсо — молода жінка
- Фанні Ардан — Патриція
- Пітер Уеллер — Роберто
- Кьяра Казеллі — Ольга
- Ірен Жакоб — молода жінка
- Венсан Перес — Нікколо
- Жан Рено — Карло
- Марчелло Мастроянні — художник
- Жанна Моро — подруга
- Енріка Антоніоні — керуюча в лавці
- Вероніка Лазар — Ліза
- Сара Річчі — епізод

## Знімальна група
- Режисери — Мікеланджело Антоніоні, Вім Вендерс
- Продюсери — Філіп Каркассонн, Стефан Чалгаджієфф, Вітторіо Чеккі Горі
- Сценарій — Мікеланджело Антоніоні, Тоніно Гуерра, Вім Вендерс
- Оператори — Альфіо Контіні, Роббі Мюллер
- Композитори — Лучо Далла, Лоран Птіган, Боно, Ван Моррісон
- Художник — Тьєррі Фламан
- Монтаж — Мікеланджело Антоніоні, Клаудіо ді Мауро, Петер Пшиґодда, Лучіан Сіґура